# Силва Симма, Энрике
Энрике Силва Симма (исп. Enrique Silva Cimma; 1 ноября 1918, Икике, Чили — 14 июля 2012, Сантьяго, Чили) — чилийский юрист и государственный деятель, министр иностранных дел Чили (1990—1994).

## Биография
В 1945 г. окончил юридический факультет Университета Чили.
- 1949—1968 гг. — преподавал юридические науки в ряде университетов страны,
- 1953—1958 гг. — директор Школы политических наук и администрации,
- 1959—1967 гг. — генеральный контролер Чили,
- 1971—1973 гг. — президент Конституционного суда,
- 1983 г. — национальный секретарь Коллегии адвокатов Чили,
- 1983 г. — президент Радикальной партии Чили, член президиума Социнтернационала,
- 1984 г. — председатель Демократической Социалистической федерации Чили,
- 1990—1994 гг. — министр иностранных дел Чили,
- 1998—2006 гг. — сенатор от Республики Чили, возглавляет комиссии по правам человека, гражданству, здравоохранению,

С 1998 г. — почетный профессор университета Сантьяго, университетов ряда стран Латинской Америки, член ряда академий по социальным наукам.
Почетный президент Социалистического Интернационала. До 1998 г. возглавлял общественную организацию «Марш науки».